# 国防史編纂部 (フランス軍)
国防史編纂部（こくぼうしへんさんぶ、Service historique de la défense：SHD）は、フランス陸軍の機関のひとつ。

## 概要
国防大臣の直轄機関として、2005年1月17日に分散していた戦史研究所や陸軍図書館などを統合して創設された。フランスで最も評価の高い図書館を所有し保存と管理を任務としている。蔵書には各軍の公文書や将兵の著書、民間人や外国人の著書の他にはルイ16世の著作等古典や歴史的文物も含まれ、フランス陸軍のみならず海軍、空軍の書籍も多く所蔵している。
戦史研究分野では各3軍に分かれて、それぞれの蔵書を元に古代、中世、近代、現代戦史のみならず将来に対する研究も行われている。